# Artur Adamus
Artur Adamus (ur. 25 marca 1971 w Jaworznie) – piłkarz polski grający na pozycji obrońcy.

## Kariera
Karierę piłkarską Adamus rozpoczął w klubie Szczakowianka Jaworzno. Grał w niej w sezonie 1987/1988. Następnie w 1988 roku został zawodnikiem Polonii Bytom i występował w niej w drugiej lidze do końca 1992 roku.
Na początku 1993 roku Adamus przeszedł do pierwszoligowej Siarki Tarnobrzeg. W 1994 roku spadł z Siarką do drugiej ligi, a wiosną 1995 został wypożyczony do Stali Mielec. W Siarce grał jeszcze w sezonie 1995/1996.
Latem 1996 roku Adamus został zawodnikiem GKS Katowice. Zadebiutował w nim 28 lipca 1996 w zwycięskim 2:1 domowym meczu z Rakowem Częstochowa. W sezonie 1998/1999 spadł z GKS do drugiej ligi, a jesienią wypożyczono go do Petro Płock.
W 2000 roku Adamus wrócił do Szczakowianki Jaworzno. W sezonie 2002/2003 najpierw grał w ŁKS Łódź, a następnie w Przeboju Wolbrom. W dalszej części kariery występował w: Szczakowiance, Orle Balin, Ciężkowiance Jaworzno, Bukowiance Bukowno, a w 2012 roku został zawodnikiem Jury Łobzów. Karierę kończył w Laskowiance Laski.
Ogółem w polskiej ekstraklasie Adamus rozegrał 177 meczów i strzelił w nich 6 goli.